# Le Christ des sommets

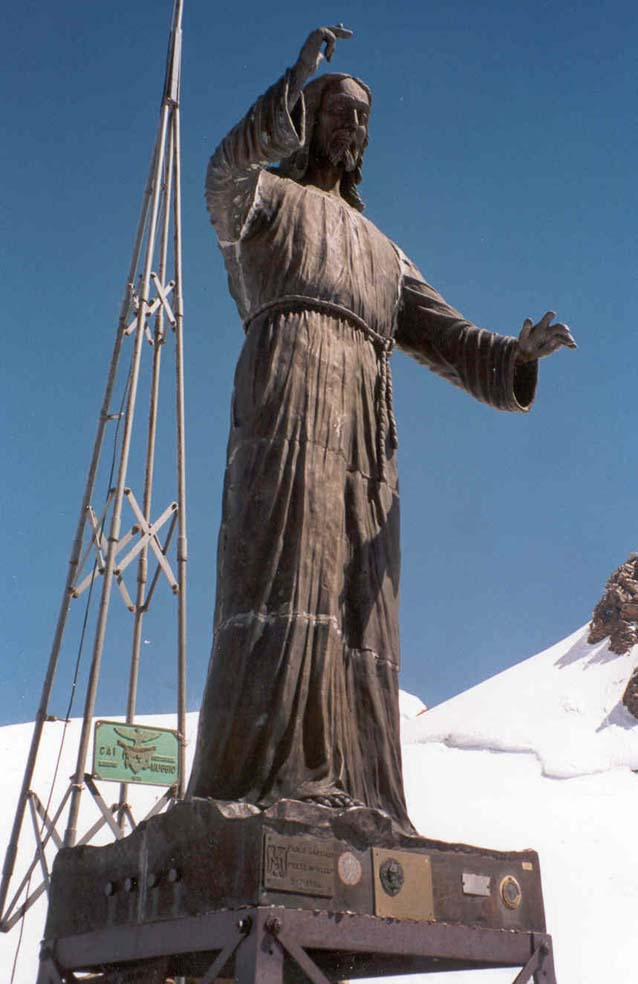
Le Christ des sommets en juillet 2001.

Le Christ des sommets (en titsch gressonard Der Christus vom Spétze, en allemand Der Christus der Gipfel, en italien Il Cristo delle vette) est une statue en bronze de Jésus-Christ se trouvant sur le sommet du Balmenhorn à 4 167 mètres, dans le massif du mont Rose, en Vallée d'Aoste, dans la commune de Gressoney-La-Trinité. 

## Histoire et description
Elle a été réalisée par le sculpteur turinois Alfredo Bai, un résistant italien de la Seconde Guerre mondiale, qui jura de la sculpter en cas de victoire et de la poser sur une montagne. 
Une fois la guerre terminée, il recueillit les fonds nécessaires et réalisa les 11 morceaux de la statue, qui furent amenés par les Alpins sur le sommet du Balmenhorn, où ils furent assemblés. La statue fut inaugurée le 4 septembre 1955. 
Pour les alpinistes, le Christ des sommets représente un point d'arrivée, aussi bien qu'une référence, puisqu'il est bien visible de loin. On peut le voir clairement en montant de la cabane Giovanni Gnifetti à la cabane Reine Marguerite. Près de la statue se trouve le bivouac Felice Giordano.